# Ryszard Gradziński
Ryszard Gradziński (ur. 15 sierpnia 1929 w Krakowie, zm. 31 grudnia 2014 tamże) – polski geolog, sedymentolog, profesor zwyczajny dr hab., członek czynny Polskiej Akademii Umiejętności (od 1990 r.), członek rzeczywisty Polskiej Akademii Nauk (od 1998 r.).

## Życiorys
Syn Adama Gradzińskiego (11 grudnia 1902 – 27 maja 1944), lekarza, autora publikacji naukowych z zakresu neurologii, oraz Michaliny (17 listopada 1896 – 8 stycznia 1978), lekarki. W 1947 r. ukończył IV Państwowe Liceum i Gimnazjum im. Henryka Sienkiewicza w Krakowie, a w 1951 r. studia na Wydziale Matematyczno-Przyrodniczym Uniwersytetu Jagiellońskiego, uzyskując tytuł magistra geologii. Jeszcze jako student, w 1950 r. rozpoczął pracę w Zakładzie Geologii UJ kierowanym przez prof. Mariana Książkiewicza, w charakterze młodszego asystenta. Od 10 września 1951 r., ze względu na przeniesienie tej jednostki do Akademii Górniczo-Hutniczej, został pracownikiem Zakładu Geologii Fizycznej przy Katedrze Geologii AGH, gdzie w 1952 r. objął stanowisko asystenta, a w 1953 r. starszego asystenta. 9 stycznia 1957 r., po zlikwidowaniu Zakładu Geologii Fizycznej AGH, został przeniesiony do powołanej wówczas Katedry Geologii przy UJ.
W 1963 r. uzyskał stopień naukowy doktora nauk przyrodniczych w zakresie geologii, na podstawie rozprawy „Rozwój podziemnych form krasowych w wapieniach górnej jury w południowej części Wyżyny Krakowskiej”, ogłoszonej drukiem jako „Rozwój podziemnych form krasowych w południowej części Wyżyny Krakowskiej” na łamach „Rocznika Polskiego Towarzystwa Geologicznego” (tom 32 (4): 1962, s. 429–492). W tym samym roku otrzymał stanowisko adiunkta w Katedrze Geologii UJ, a w 1968 r. uzyskał stopień doktora habilitowanego. W 1977 r. uzyskał tytuł profesora nadzwyczajnego, a w 1987 r. profesora zwyczajnego.
Od 1970 do 2004 r. pracował w Zakładzie (później Instytucie) Nauk Geologicznych PAN. W latach 1970–1975 i 1992–1993 był kierownikiem Zespołu Pracowni w Krakowie Instytutu Nauk Geologicznych PAN, a w latach 1999–2003 r. przewodniczącym Rady Naukowej tegoż Instytutu. Przez kilka lat był członkiem Rady Naukowej Instytutu Nauk Geologicznych UJ, a następnie inicjatorem utworzenia wspólnego (Instytutów Nauk Geologicznych PAN i UJ) studium doktoranckiego i jego pierwszym kierownikiem, promotorem 8 przewodów doktorskich.
Działał w kilku komitetach naukowych i komisjach PAN. M.in. przez cztery kadencje – w latach 1984–1995 – był przewodniczącym Komitetu Nauk Geologicznych PAN i równocześnie przewodniczył Komitetom Narodowym do spraw Współpracy z Międzynarodową Unią Nauk Geologicznych (IUGS) oraz do spraw Współpracy z Międzynarodowym Programem Korelacji Geologicznej (IGCP). W latach 2003–2010 był przewodniczącym Komisji Nagród Wydziału VII Nauk o Ziemi i Nauk Górniczych PAN. Przez wiele lat był członkiem rad naukowych kilku placówek PAN, m.in. w latach 1999–2007 przewodniczącym Rady Naukowej Muzeum Ziemi PAN w Warszawie. Był też członkiem rady naukowej Państwowego Instytutu Geologicznego. W latach 1991–1997, od momentu powstania Komitetu Badań Naukowych, przez dwie kadencje był jego członkiem oraz członkiem Komisji Badań Podstawowych, a w latach 1991–1993 pierwszym przewodniczącym Zespołu PO2 (Nauk: Biologicznych, o Ziemi, Medycznych).
W 1989 r. został członkiem korespondentem Polskiej Akademii Nauk, a 17 listopada 1990 r. wybrany członkiem czynnym Polskiej Akademii Umiejętności, zaś w maju 1998 r. – członkiem rzeczywistym PAN. Przez kilka kadencji – w latach 1991–1993 i 1997–2002 – był członkiem Centralnej Komisji ds. Tytułu Naukowego i Stopni Naukowych (Sekcja V – Nauk Matematycznych, Fizycznych, Chemicznych i Nauk o Ziemi). W latach 2006–2014 był wiceprzewodniczącym Rady Naukowej Archiwum Nauki Polskiej Akademii Nauk i Polskiej Akademii Umiejętności w Krakowie.
W latach 1978–1980 był wiceprezesem Polskiego Towarzystwa Geologicznego, a w latach 1955–2005 członkiem Zarządu Głównego tegoż Towarzystwa. W latach 1992–1996 był Przewodniczącym Wojewódzkiej Komisji Ochrony Przyrody województwa krakowskiego. Był również członkiem Rady Naukowej Ojcowskiego Parku Narodowego.
W latach 1964, 1965 i 1970 był uczestnikiem polsko-mongolskich wypraw paleontologicznych na Pustynię Gobi, gdzie, zajmując się badaniami sedymentologicznymi, wykazał, że „górnokredowe kontynentalne formacje Pustyni Gobi, słynne z bogactwa szczątków dinozaurów i prymitywnych ssaków, są osadami aluwialnymi i eolicznymi, a nie jeziornymi, jak przyjmowano uprzednio”. Najważniejsze naukowe ustalenia zamieścił w dwu rozprawach: Upper Cretaceous Djadokhta, Barun Goyot and Nemegt formations of Mongolia, including remarks on previous subdivisions (współautorzy: Z. Kielan-Jaworowska, T. Maryańska), „Acta Geologica Polonica”, 27, 1977 s. 281–318 i Dinosaur- and mammal-bearing aeolian and associated deposits of the Upper Cretaceous in the Gobi Desert (Mongolia) (współautor: T. Jerzykiewicz), „Sedimentary Geology”, 12, 1974, s. 287–311. Uczestniczył też w V wyprawie antarktycznej PAN na Stację im. H. Arctowskiego (1980/1981), w czasie której wykonał „szczegółowe studium sedymentologiczne kopalnych moren oraz płytkomorskich osadów klastycznych zawierających wulkaniczne brekcje hialoklastyczne”.
Był współzałożycielem, w 1950 r., Klubu Grotołazów, a także współzałożycielem i redaktorem pierwszego polskiego czasopisma o tematyce jaskiniowej „Grotołaz”, wydawanego w Krakowie w latach 1950–1955. Był też jednym z założycieli w 1964 r. Sekcji Speleologicznej Polskiego Towarzystwa Przyrodników im. Kopernika, a w latach 1968–1990 jej przewodniczył. W latach 1983–2013 był przewodniczącym komisji do spraw nagrody naukowej im. Marii Markowicz-Łohinowicz. W latach 1953–1958 był sekretarzem Podkomisji Taternictwa Jaskiniowego przy Komisji Alpinizmu ZG PTTK, a następnie, po reaktywacji Klubu Wysokogórskiego, w Komisji Taternictwa Jaskiniowego. W latach 1959–1961 był członkiem KTJ KW, a w latach 1961–1965 jej przewodniczącym.
W latach 50. XX w. uczestniczył w odkrywczych wyprawach do największych wówczas jaskiń Tatr, m.in.: Miętusiej, Zimnej, Szczeliny Chochołowskiej. Brał udział w wyprawach do jaskiń Słowacji, Bułgarii, Francji i Meksyku. Na przełomie lat 1969/1970 uczestniczył w trzymiesięcznej wyprawie jaskiniowej na Kubę, w czasie której polscy grotołazi odkryli ok. 21 km nowych korytarzy jaskiniowych, o przeważnie wielkich rozmiarach. W owym czasie prowadził również badania geologiczne w jaskiniach, m.in. pereł jaskiniowych.
9 stycznia 2015 został pochowany na Cmentarzu Rakowickim w Krakowie (cmentarzu wojskowym przy ul. Prandoty).

## Badania naukowe i publikacje
Był autorem lub współautorem ponad 150 artykułów i rozpraw naukowych, opublikowanych w czasopismach krajowych i zagranicznych, m.in. „Acta Geologica Polonica”, „Rocznik Polskiego Towarzystwa Geologicznego/Annales Societatis Geologorum Poloniae”, „Bulletin of the Polish Academy of Sciences”, „Chrońmy Przyrodę Ojczystą”, „Folia Geographica–Physica”, „Geological Magazine”, „Journal of Environmental Radioactivity”, „Kras i Speleologia”, „Materiały archeologiczne”,  „Ochrona Przyrody”, „Palaeontologia Polonica”, „Palaeogeography, Palaeoclimatology, Palaeoecology”, „Prace Muzeum Ziemi”, „Przegląd Geologiczny”, „Sedimentary Geology”, „Studia Geologica Polonica”, „Wszechświat”, „Zeszyty Naukowe AGH, Geologia”.
Były to przede wszystkim prace dotyczące „środowiska sedymentacji kopalnych kontynentalnych i płytkomorskich osadów klastycznych, zwłaszcza osadów karbonu Górnego Śląska, triasu Gór Świętokrzyskich, paleogenu Antarktyki”, zajmował się też badaniem budowy geologicznej obszaru krakowskiego, zjawisk krasowych i współczesnych procesów sedymentacji rzecznej.
W wyniku badania węglonośnych osadów Zagłębia Górnośląskiego stwierdził m.in., „że znaczna część osadów tamtejszej sukcesji węglonośnej powstała w depozycyjnych systemach fluwialnych. Udowodnił też dominujący wpływ czynników śródbasenowych (autocyklicznych) na zjawiska cykliczności. Postawił też i uzasadnił nową hipotezę dotyczącą pogrzebania do znacznej wysokości stojących pni karbońskich roślin drzewiastych i związek tego procesu z rozwojem glifów krewasowych i szybką kompakcją świeżego torfu (1986)”.
„R. Gradziński zainicjował i przeprowadził, wraz z zespołem, badania współczesnej delty jeziornej typu gilbertowskiego. Zrealizował także duży projekt badawczy poświęcony sedymentacji w anastomozującym, zatorfionym odcinku górnej Narwi na Podlasiu”.
Jego badania geologii regionu krakowskiego „zaowocowały m.in. wyjaśnieniem kwestii powiązania paleorzeźby z rozwojem zjawisk krasowych w paleogenie i tektoniką tego obszaru, jak też odkryciem trzeciorzędowych utworów typu caliche”, zaś „do najważniejszych jego osiągnięć naukowych na polu speleologii należy zaliczyć wyjaśnienie genezy polji wewnętrznych (kubańskich hoyos) oraz pierwsze w skali światowej rozpoznanie (wraz z A. Radomskim) dwóch różnych typów jaskiniowych pizoidów o odmiennej strukturze wewnętrznej i genezie”.
Za najważniejsze opublikowane prace naukowe uznał:
- Pisoliths from Cuban caves (współautor A. Radomski), „Rocznik Polskiego Towarzystwa Geologicznego”, 37, 1967
- Sedimentation of dinosaur-bearing Upper Cretaceous deposits of the Nemegt Basin, Gobi Desert, Mongolia, „Palaeontologia Polonica”, 21, 1970
- The Tumlin Sandstone (Holy Cross Mts., Central Poland): Lower Triassic deposits of aeolian dunes and interdune areas (współautorzy: J. Gągol, A. Ślączka), „Acta Geologica Polonica”, 29, 1979
- Vegetation-controlled modern anastomosing system of the Upper Narew River (NE Poland) and its sediments (współautorstwo), „Sedimentary Geology”, 157, 2003[2].

Był współautorem pierwszego polskiego monograficznego podręcznika sedymentologii Sedymentologia (współautorzy: A. Kostecka, A. Radomski, R. Unrug), Wydawnictwa Geologiczne, Warszawa 1976. (przekład rosyjski Sedimentologiâ, Moskva: Nedra, 1980) oraz podręcznika akademickiego Zarys sedymentologii (1986) ISBN 83-220-0275-0.
Wybrane książki:
- Przewodnik geologiczny po okolicach Krakowa (redakcja i współaut.), Warszawa: Wydawnictwa Geologiczne, 1960.
- W jaskiniach Kuby, Warszawa : Wydawnictwo Geologiczne: Muzeum Ziemi PAN, 1967.
- Przewodnik geologiczny po okolicach Krakowa, Warszawa: Wydawnictwo Geologiczne, 1972.
- Przyroda (współautorzy Michał Gradziński, Stefan Michalik), Kraków: Zarząd Zespołu Jurajskich Parków Krajobrazowych, 1994, Seria 	Natura i Kultura w Krajobrazie Jury ; t. 3, ISBN 83-901471-1-4.
- Narew – rzeka anastomozująca, Kurowo: Narwiański Park Narodowy, 2001, ISBN 83-87231-02-9, wyd. 2 – 2004, ISBN 83-87231-09-6.

W latach 1987–2003 był zastępcą redaktora naczelnego „Studia Geologica Polonica”, a w latach 1985–1991 redaktorem naczelnym „Annales Societatis Geologorum Poloniae”, a następnie, od 1992 r., przewodniczącym Rady Redakcyjnej tego czasopisma.
Był autorem scenariuszy wystaw muzealnych, m.in. wystawy stałej „Budowa geologiczna obszaru krakowskiego” w Muzeum Geologicznym Instytutu Nauk Geologicznych PAN w Krakowie, a także działu geologicznego ekspozycji (z 1982 r.) Muzeum Tatrzańskiego Parku Narodowego w Zakopanem.
Z jego inicjatywy utworzone zostały dwa rezerwaty geologiczne Bonarka i Zimny Dół.

## Ordery, odznaczenia, nagrody i wyróżnienia
Odznaczony Krzyżem Kawalerskim Orderu Odrodzenia Polski (1987), Złotą Odznaką Zasłużony dla polskiej geologii (1981).
15 maja 1964 r. został laureatem Nagrody im. Ludwika Zejsznera Polskiego Towarzystwa Geologicznego za rok 1962, za rozprawę doktorską „Rozwój podziemnych form krasowych w wapieniach górnej jury w południowej części Wyżyny Krakowskiej”. Był też laureatem Zespołowej Nagrody I Stopnia Ministerstwa Szkolnictwa Wyższego (w 1978 i 1987) oraz Indywidualnej Nagrody Sekretarza Naukowego PAN (1984 r.).
W 2003 r. uhonorowany został przez Polski Związek Alpinizmu „Medalem 100. lecia polskiego alpinizmu” ustanowionym dla „osób szczególnie zasłużonych dla tego sportu”.
Był członkiem honorowym Polskiego Towarzystwa Geologicznego (1986 r.), Polskiego Związku Alpinizmu (1983 r.), Polskiego Towarzystwa Przyrodników im. Kopernika (2001 r.) i towarzystwa Slovenská speleologická spoločnosť (2006 r.).
Jego imieniem nazwano kopalną sporę Endoculeospora gradzinskii.
Był żonaty z Ireną Gradzińską (1933–1998), historykiem sztuki. Miał z nią jednego syna, geologa, Michała Gradzińskiego.